# Jirō Hosotani
Jirō Hosotani, jap. 細谷 治朗 (ur. 6 stycznia 1950 w Tokushimie) – japoński sztangista.
Olimpijczyk (1976) oraz dwukrotny medalista mistrzostw świata (1974, 1977) w podnoszeniu ciężarów. Startował w wadze koguciej (do 56 kg).

## Osiągnięcia

### Letnie igrzyska olimpijskie
- Montreal 1976 – niesklasyfikowany w wyniku niezaliczenia żadnej z trzech prób w podrzucie (waga kogucia)

### Mistrzostwa świata
- Lima 1971 – 6. miejsce (waga kogucia)
- Manila 1974 –  brązowy medal (waga kogucia)
- Stuttgart 1977 –  złoty medal (waga kogucia)
- Gettysburg 1979 – 13. miejsce (waga kogucia)